# Sorex arcticus
Sorex arcticus là một loài động vật có vú trong họ Chuột chù, bộ Soricomorpha. Loài này được Kerr mô tả năm 1792.